# لوبیاتووکو

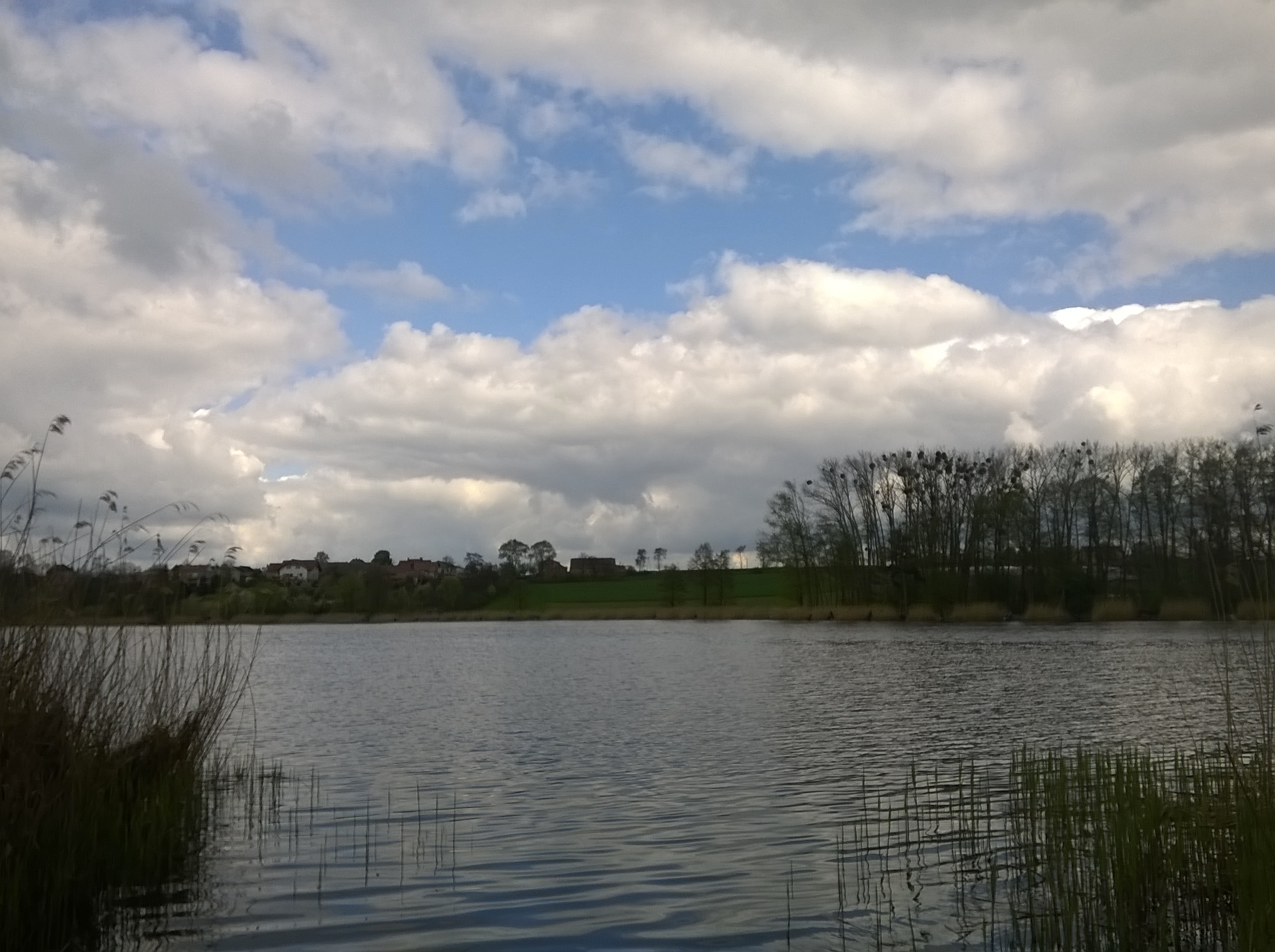
لوبیاتووکو

لوبیاتووکو (به لاتین: Lubiatówko) یک روستا در لهستان است که در گمینا دولسک واقع شده‌است. لوبیاتووکو ۱۰۰ نفر جمعیت دارد.